# Сушник, Бранислава
Бранислава Сушник (словен. Branislava Sušnik; 28 марта 1920, Медводе, Королевство сербов, хорватов и словенцев — 28 апреля 1996, Асунсьон, Парагвай) — словенско-парагвайский антрополог, автор многотомника «Парагвайский индеец времен колонии».

## Биография
Бранислава Сушник родилась 28 марта 1920 года. В 1942 году она защитила диссертацию по этноистории и урало-алтайскому языкознанию у этнографа Вильгельм Шмидт в Вене. После этого она начала изучать культуру и языки Малой Азии в Папском библейском институте в Риме.
В 1947 году Сушник эмигрировала в Аргентину, выучив испанский язык за месяц, проведённый на пароходе, шедшем из Европы в Южную Америку. В 1952 году она, заменив умершего Андреса Барберо, взяла на себя управление парагвайским Этнографическим музеем в Асунсьоне — управляла им до своей смерти в 1996 году. В течение двух десятилетий она также возглавляла кафедру американской археологии и этнологии на факультете искусств в Национальном университете Асунсьона (UNA).

## Работы
- Парагвайский индеец времен колонии = El indio colonial del Paraguay (1965)
- Chiriguanos (1968)
- Chamacocos (1969)
- Dispersión Tupí-Guarani prehistórica: ensayo analitico (1975)
- Lengua-maskoy, su hablar, su pensar, su vivencia (1977)
- Los aborígenes del Paraguay (1978)
- Artesanía indigena: ensayo analítico (1986)
- Una visión socio-antropológica del Paraguay del siglo XVIII (1990)
- Guerra, transito, subsistencia: ámbito americano (1990)
- Los indios del Paraguay (1995)